# Бор (Локнянський район)
Бор (рос. Бор) — присілок в Локнянському районі Псковської області Російської Федерації.
Населення становить 33 особи. Входить до складу муніципального утворення Самолуковская волость.

## Історія
Від 2015 року входить до складу муніципального утворення Самолуковская волость.

## Населення
| 2001 | 2002 | 2010 |
| ---- | ---- | ---- |
| 64   | ↘59  | ↘33  |